# Ga Bang Pho MRT
Ga Bang Pho (tiếng Thái: สถานีบางโพ), là một nhà ga trên cao thuộc MRT Tuyến Xanh Dương. Nhà ga mở cửa ngày 4 tháng 12 năm 2019. Nhà ga là một trong chín nhà ga thuộc giai đoạn 3 của MRT Tuyến Xanh Dương. Nhà ga kết nối với Tàu tốc hành Chao Phraya tại bến Bang Pho.